# Manor (Pennsylvania)
Manor  è una borough degli Stati Uniti d'America, nella contea di Armstrong nello Stato della Pennsylvania. Secondo il censimento del 2000 la popolazione è di 4.231 abitanti.

## Società

### Evoluzione demografica
La composizione etnica vede una prevalenza della razza bianca (99,39%), seguita quella afroamericana (0,11%), dati del 2000.
| borough di Manor Popolazione |       |
| 2000                         | 4.231 |
| Stima al 01-07-07            | 3.965 |